# Gallacoccus heckrothi
Gallacoccus heckrothi är en insektsart som beskrevs av Sadao Takagi 2001. Gallacoccus heckrothi ingår i släktet Gallacoccus och familjen filtsköldlöss. Inga underarter finns listade i Catalogue of Life.